# Rey Yi de Zhou
El Rey Yi de Zhou (en chino, 周懿王; pinyin, Zhōu Yì Wáng) fue el séptimo rey de la dinastía Zhou de China. Las fechas estimadas de su reinado son 899–892 a. C. ó 899–873 a. C.
Su reinado está pobremente documentado.  El primer año de su reinado está confirmado por un eclipse solar, el 21 de abril de 899 a. C.. Fue sucedido por su tío, Xiao, y éste por el hijo de Yi, Yi (Xie), que fue <<restaurado por muchos señores>>. Se dice que trasladó la capital a un lugar llamado Huaili. Esto da a entender que fue desalojado del poder por su tío, pero el tema es dudoso. El nieto de Yi fue Li.
| Predecesor: Rey Gong de Zhou | Rey de China 899 a. C. - 892 a. C. | Sucesor: Rey Xiao de Zhou |